# Partia Lewicy (Szwecja)
Partia Lewicy (szw. Vänsterpartiet) – szwedzka partia socjalistyczna, bardziej radykalna od Szwedzkiej Socjaldemokratycznej Partii Robotniczej. Sprzeciwia się prywatyzacji, członkostwu Szwecji w UE, zwraca dużą uwagę na kwestie ekologiczne, propaguje postulaty feministyczne i egalitarystyczne.
Powstała w 1917 na skutek rozłamu w Partii Socjaldemokratycznej. Od 1998 wraz z Zielonymi wspiera rządy socjaldemokratów.
Należy do Sojuszu Nordyckiej Zielonej Lewicy oraz Europejskiego Sojuszu Lewicy dla Ludzi i Planety.

## Program

### Feminizm i dyskryminacja
Partia Lewicy domaga się równości płci, dlatego postuluje utworzenie Ministerstwa Równości Społecznej, wprowadzenie do szkół średnich zajęć z „samoobrony feministycznej”, równej płacy i jednakowych warunków pracy dla kobiet i mężczyzn, równego podziału urlopu rodzicielskiego oraz stworzenia schronisk dla maltretowanych kobiet. Partia Lewicy chce również, aby wymiar sprawiedliwości lepiej chronił ofiary dyskryminacji ze względu na płeć, orientację seksualną i tożsamość płciową.

Sprzeciwiamy się kapitalizmowi – porządkowi gospodarczemu, który prowadzi do podziału klasowego, niesprawiedliwości i wojen. Naszym celem jest wyzwolenie ludzkości od wszelkich form ucisku. Aby go osiągnąć, nie wystarczy znieść podział na klasy – konieczne jest również zniesienie patriarchatu.

Partia dostrzega związek między systemem kapitalistycznym i imperializmem a rasizmem. W swoim programie Vänsterpartiet pisze: Bogactwo Zachodu w dużej części opiera się na wyzysku krajów rozwijających się i degradacji ich środowiska naturalnego.
Vänsterpartiet sprzeciwia się normatywizmowi w kwestii seksualności, uznając go za przyczynę wykluczenia i dyskryminacji osób homoseksualnych.

### Imigracja i integracja
Partia Lewicy chce specjalnego programu, który pomógłby nowo przybyłym do Szwecji imigrantom w znalezieniu pracy.
Vänsterpartiet politykę przymusowej asymilacji uznaje za „godną ubolewania”. Stoi na stanowisku, iż wszystkie mniejszości narodowe zamieszkujące Szwecję powinny mieć prawo do własnej tożsamości, języka i religii.

Demokracja wymaga, aby wszyscy, którzy należą do mniejszości narodowych mieli możliwość uczestniczenia w podejmowaniu decyzji dotyczących wszystkich dziedzin życia społecznego.

### Model państwa
Partia chce uchwalenia konstytucji zakładającej laickość (wypowiedzenie wszystkich umów między Szwecją a związkami wyznaniowymi) i republikański charakter państwa (zniesienie monarchii).

### Polityka zagraniczna
W konflikcie izraelsko-palestyńskim partia popiera niepodległościowe dążenia Palestyny. Domaga się również zerwania przez Unię Europejską umów handlowych z Izraelem, jeśli ten nie zaprzestanie okupowania Strefy Gazy.

## Liderzy partyjni
- Carl Winberg, 1917
- Zeth Höglund, 1917, 1919–1924
- Ernst Åström, 1918
- Karl Kilbom, 1918, 1921–1923
- Nils Flyg, 1924–1929
- Sven Linderot, 1929–1951
- Hilding Hagberg, 1951–1964
- C.-H. Hermansson, 1964–1975
- Lars Werner, 1975–1993
- Gudrun Schyman, 1993–2003
- Ulla Hoffman (p.o.), 2003–2004
- Lars Ohly 2004–2012
- Jonas Sjöstedt 2012–